# Orchestre de l'Alliance
 (novembre 2018).
L'Orchestre de l'Alliance est une association française de production de concerts de musique classique, fondée en 1995 par Pejman et présidée depuis 2019 par Eric Denoyer. L’Orchestre de l’Alliance organise régulièrement des concerts à la Salle Gaveau dans le cadre des Saisons de la Solidarité et est accueilli en résidence dans les Yvelines depuis 2017. Il est également à l’origine de nombreux projets en France comme à l’étranger tels que Les Escapades Musicales, festival de Musique classique du Bassin d’Arcachon - Val de l’Eyre, les Concerts en Blanc à Paris ou des voyages musicaux.

## Historique

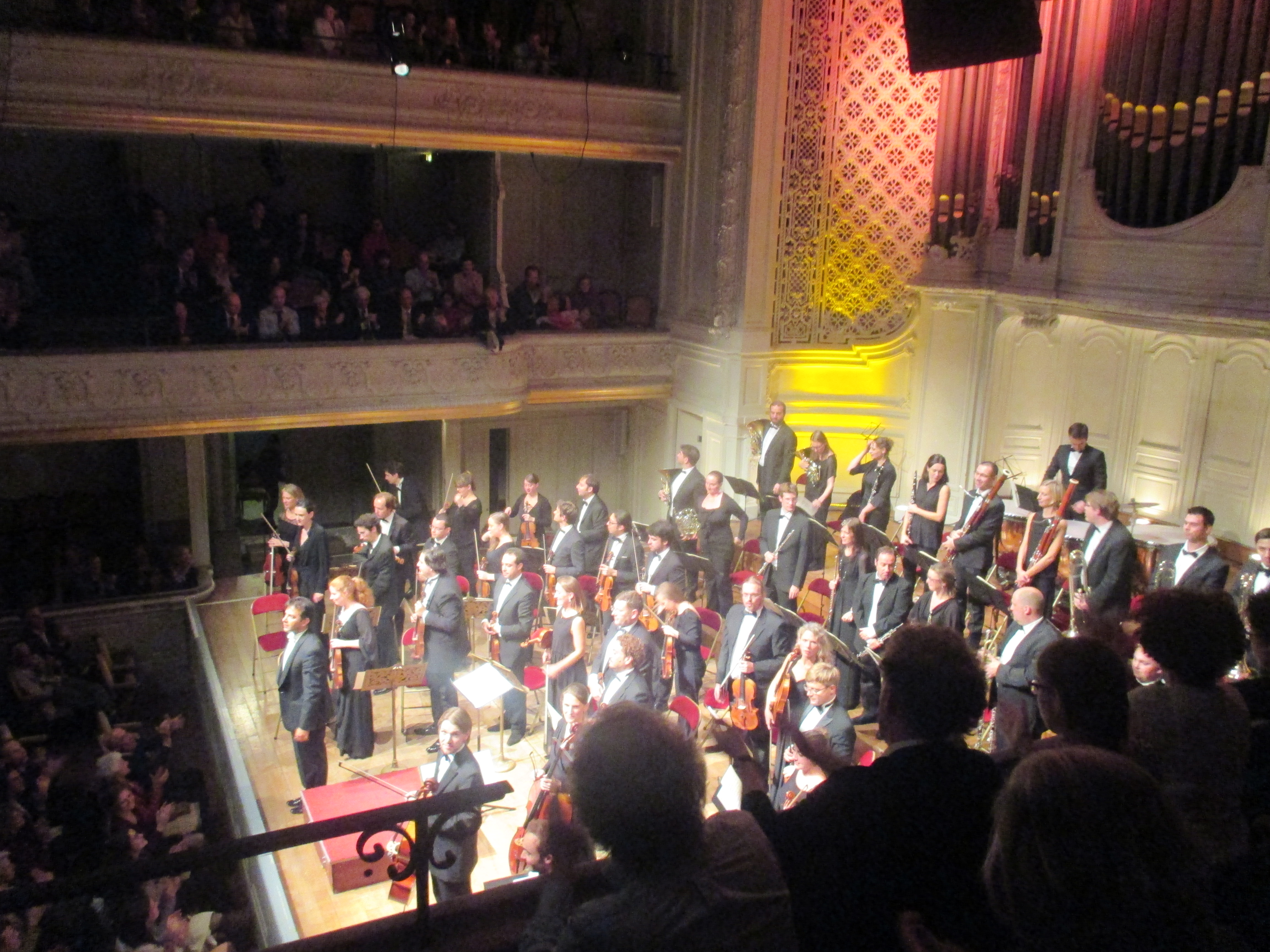
L'Orchestre de l'Alliance, le 1 octobre 2015 (Salle Gaveau).

En 1995, Pejman, chef d’orchestre et violoncelliste d’origine iranienne, fonde l’Orchestre des Musiciens de la Prée, avec l’objectif de proposer une approche humaniste et innovante de la musique classique. L’ensemble devient en 2000 l’Orchestre de l’Alliance afin de mieux incarner et symboliser la quête de lien qui est au cœur de son engagement.
Dès 1997, l’association s’engage dans la pédagogie et donne une série de concerts pédagogiques lors de ses résidences au Théâtre de Poissy (2000-2003) et à la Barbacane dans les Yvelines (2007-2008).
En 2000, Pejman devient directeur artistique et musical de l’Orchestre de l’Alliance, succédant à Jérémie Rhorer.
En 2002, l’Orchestre de l’Alliance organise un voyage musical en Iran et devient ainsi le premier orchestre occidental à s’y produire depuis la Révolution islamique. Il y retournera en 2005 lors d’une seconde tournée en compagnie de Gary Hoffman.
En 2004, l’Orchestre de l’Alliance organise une tournée en Europe (Staatsoper de Berlin, National Concert Hall de Dublin, Radio Nationale Polonaise de Varsovie puis Hôtel de ville de Paris).
En 2005, Pejman et Caroline Sénéclauze, directrice associée de l’Orchestre de l’Alliance, fondent les Saisons de la Solidarité, concerts caritatifs qui accompagnent le travail d’ONG et ont permis de reverser en 45 concerts plus de 1 218 000 euros à une quarantaine d’associations caritatives et fondations humanitaires.
Depuis 2009, l’Orchestre de l’Alliance donne régulièrement  des concerts pédagogiques à la Salle Gaveau devant des jeunes issus de l’éducation prioritaire, à l’initiative du groupe Safran et en partenariat avec le ministère de l'Éducation nationale.
Pejman et Caroline Sénéclauze s’associent en 2010 à Jean-Christophe Moreau pour créer Les Escapades Musicales, festival de Musique classique du Bassin d’Arcachon-Val de l’Eyre, poursuivant ainsi les missions de diffusion de la musique classique en région.
En 2012, l’Orchestre de l’Alliance lance les Concerts en Blanc, concept inédit de concerts en plein air dans des lieux méconnus, difficilement accessibles et insolites de la capitale.
En septembre 2014, Nicolas Beytout est élu président de l’association. L'année suivante, l’Orchestre de l’Alliance fête les dix ans des Saisons de la Solidarité et donne la 30e édition de ce concept à la Salle Gaveau.
En avril 2016, l'Orchestre de l'Alliance réalise une troisième tournée en Iran avec la participation du pianiste Guillaume Vincent et les violonistes Simon Bernardini et Hildegarde Fesneau.
En 2017-2018, il est accueilli en résidence sur le territoire du Grand Paris Seine et Oise, grâce au soutien du Département des Yvelines et de la Communauté Urbaine GPS&O. Le département des Yvelines poursuit et élargit la résidence de l’Orchestre de l’Alliance sur l’ensemble du département. 
En septembre 2019, Eric Denoyer est élu président de l'association.

## Répertoire
De formation classique, pouvant aller d’un effectif de 12 cordes à un orchestre symphonique, l’Orchestre de l’Alliance est très attaché à la musique française néoclassique et au répertoire romantique de la fin du XIXe siècle et du début du XXe siècle.

## Activités

### Les Saisons de la Solidarité
Lancées en 2005 par Pejman et Caroline Sénéclauze, Les Saisons de la Solidarité sont des concerts caritatifs organisés à la Salle Gaveau, qui soutiennent ou font connaitre le travail d’associations humanitaires et les combats liés à la recherche, la santé, l’enfance, l’éducation, la culture et le patrimoine, en reversant à ces organismes la totalité des recettes de billetterie de l’évènement. En 45 concerts, les Saisons de la Solidarité ont ainsi permis de reverser près de 1 218 000 euros à une quarantaine d'associations caritatives et Fondations humanitaires telles que La Maison France Iran, Care France, l’Arche, Ecodair, Emmaüs Connect, l’ARSLA, la Fondation Abbé Pierre, la Fondation Française des Banques Alimentaires, La Chaîne de l’Espoir, Action contre la Faim, la Croix-Rouge, le WWF, Mécénat Chirurgie Cardiaque, BLOOM, la Fondation d’Auteuil, l’AFM-Téléthon, Môm'artre… Les Saisons de la Solidarité de l’Orchestre de l’Alliance bénéficient du soutien d’entreprises mécènes qui financent ses activités et participent au développement de ses projets. 
L’Orchestre de l’Alliance s’est produit dans le cadre des Saisons de la Solidarité avec de grands solistes internationaux dont Philippe Entremont, Jean-Philippe Collard, Gérard Caussé, Philippe Bernold, Olivier Charlier, Gérard Poulet, Gary Hoffman, Emmanuel Rossfelder… L’Orchestre de l’Alliance a révélé de nombreux jeunes solistes dont Serhiy Salov, Alexandru Tomescu, Romain Leleu, Nemanja Radulovic, Guillaume Vincent… Son dynamisme et son implication dans le soutien des jeunes talents ont donné lieu à une collaboration privilégiée avec le Concours Long-Thibaud.
Par les Saisons de la Solidarité, l’Orchestre de l’Alliance permet à de nouveaux publics de découvrir la musique classique. Pejman apporte toujours une attention particulière à la présentation des œuvres et donne aux spectateurs des clés d’écoute lors des concerts.

### Concerts en blanc
Les Concerts en Blanc ont été créés en juin 2012 par l’Orchestre de l’Alliance avec la complicité du Diner en Blanc : un concept inédit de concerts en plein air dans des lieux méconnus, habituellement inaccessibles au public et surprenants (Chapelle Saint-Louis de l’Ecole militaire, Jardins de l’Ambassade d’Italie, Théâtre byzantin de l’Ambassade de Roumanie, Centre culturel zoroastrien, Jardins de la Clinique Saint-Jean de Dieu). Le lieu du concert est gardé secret jusqu’au dernier moment et le public doit s’y rendre habillé de blanc et avec sa propre chaise.

### Fantaisies musicales en Yvelines
Reconnu pour sa démarche pédagogique et fort de son expérience de diffusion territoriale, l’Orchestre de l’Alliance est accueilli dans les Yvelines depuis 2017 et déploie une résidence itinérante sur l’ensemble du département jusqu’en 2023. Dans ce cadre, il donne chaque année six concerts grand public dans les équipements culturels du territoire ainsi que des concerts en extérieur. Ainsi, sur quelques-uns des plus beaux sites patrimoniaux du département, l’Orchestre de l’Alliance a réalisé 29 concerts ayant accueilli plus 26 000 spectateurs dont 21 000 jeunes. L’Orchestre organise également des sessions pédagogiques pour les jeunes du territoire, des actions auprès des jeunes de l’Aide Sociale à l’Enfance, des actions en prévention de la perte d’autonomie des séniors, et des masterclasses dans les filières d’excellence des Ecoles de Musique et Conservatoires.

### Voyages musicaux
L’Orchestre de l’Alliance organise régulièrement des voyages musicaux célébrant l’échange et la musique classique. Il réalise une première tournée en Iran en 2002 (premier orchestre occidental à se produire dans ce pays depuis la Révolution de 1979) puis une seconde en 2005 en compagnie de Gary Hoffman. L’Orchestre de l’Alliance fait son retour en Iran en avril 2016 lors d’une tournée avec la participation du pianiste Guillaume Vincent et les violonistes Simon Bernardini et Hildegarde Fesneau. 

## Solistes invités
- Julius Berger, violoncelle
- Simon Bernardini, violon
- Philippe Bernold, flûte
- David Bismuth, piano
- Sylvain Blassel, harpe
- Hugues Borsarello, violon
- Gérard Caussé, alto
- Olivier Charlier, violon
- Amaury Coeytaux, violon
- Jean-Philippe Collard, piano
- Éléonore Darmon, violon
- Philippe Entremont, piano
- Laure Favre-Kahn, piano
- Pierre Génisson, clarinette
- David Guerrier, trompette
- Gary Hoffman, violoncelle
- Adam Laloum, piano
- Geneviève Laurenceau, violon
- Romain Leleu, trompette
- Pejman Memarzadeh, violoncelle
- Isabelle Moretti, harpe
- Tatsuki Narita, violon
- Sarah Nemtanu, violon
- Romano Pallottini, piano
- Bruno Pasquier, alto
- Xavier Phillips, violoncelle
- Gérard Poulet, violon
- Nemanja Radulovic, violon
- Emmanuel Rossfelder, guitare
- Svetlin Roussev, violon
- Serhiy Salov, piano
- Trio les Esprits
- Trio Médici
- Nima Sarkechik, piano
- Siheng Song, piano
- Arnaud Thorette, alto
- Alexandru Tomescu, violon

## Lieux de concerts
L’Orchestre de l’Alliance s’est produit plusieurs scènes françaises (Philharmonie de Paris, Salle Gaveau, Opéra de Lille, Hôtel de ville de Paris, Festival des Baux de Provence, Palais Garnier, Théâtre des Champs-Élysées, Théâtre de Poissy…) et à l'étranger au Staatsoper de Berlin (Allemagne), au National Concert Hall de Dublin (Irlande), à la Radio Nationale Polonaise de Varsovie (Pologne) et en Iran en 2002, 2005 et 2016.